# Un revenant (roman)
Un revenant est un roman de Nicolas Michel publié le 12 février 1999 aux éditions Gallimard et ayant obtenu la même année le Prix Goncourt du premier roman.

## Éditions
- Un revenant, éditions Gallimard, 1999  (ISBN 978-2070754762).